# Holcolaetis dyali
Holcolaetis dyali là một loài nhện trong họ Salticidae.
Loài này thuộc chi Holcolaetis. Holcolaetis dyali được Carl Friedrich Roewer miêu tả năm 1951.